# Nikolay Bayryakov
Nikolay Bayryakov  (bulgare : Николай Байряков), né le 5 septembre 1989 à Pazardjik, est un lutteur bulgare, concourant dans les tournois de lutte gréco-romaine.

## Carrière
Il dispute les Jeux olympiques d'été de 2016 à Rio de Janeiro, perdant le match pour la médaille de bronze  en moins de 85 kg face au Biélorusse Javid Hamzatau.
Il remporte aux Championnats d'Europe de lutte 2017 la médaille de bronze en moins de 85 kg.